# Steiractinia
Steiractinia es un género de plantas fanerógamas perteneciente a la familia de las asteráceas.   Comprende 22 especies descritas y de estas, solo 15 aceptadas.

## Taxonomía
El género fue descrito por Sidney Fay Blake y publicado en Journal of Botany, British and Foreign 53: 153. 1915. La especie tipo es Steiractinia mollis S.F.Blake

## Especies aceptadas
A continuación se brinda un listado de las especies del género Steiractinia aceptadas hasta julio de 2012, ordenadas alfabéticamente. Para cada una se indica el nombre binomial seguido del autor, abreviado según las convenciones y usos.
- Steiractinia aspera Cuatrec.
- Steiractinia cupulifera Cuatrec.
- Steiractinia glandulosa S.F.Blake
- Steiractinia helianthoides (Triana) S.Díaz & Vélez-Nauer
- Steiractinia klattii (B.L.Rob. & Greenm.) S.F.Blake
- Steiractinia longipes S.F.Blake
- Steiractinia lucidula S.F.Blake
- Steiractinia ocanensis S.F.Blake
- Steiractinia penninervis S.F.Blake
- Steiractinia quetamensis S.Díaz & Vélez-Nauer
- Steiractinia rusbyana S.F.Blake
- Steiractinia sararensis Cuatrec.
- Steiractinia schlimii S.F.Blake
- Steiractinia sodiroi (Hieron.) S.F.Blake
- Steiractinia trianae S.F.Blake